# Laboratoire d'analyse-recherche en économie quantitative
Vous pouvez aider à l'améliorer ou bien discuter des problèmes sur sa page de discussion.
- Son texte doit être wikifié : il ne correspond pas à la mise en forme Wikipédia (style, typographie, liens internes, liens entre les wikis, etc.). (Marqué depuis décembre 2021)
- Il est à actualiser. Certains passages sont obsolètes ou annoncent des événements désormais passés. (Marqué depuis décembre 2021)

Le laboratoire d'analyse-recherche en économie quantitative (LAREQ) est un espace de réflexion et d’analyse en économie quantitative et un cadre de valorisation de la recherche économique regroupant des universitaires, chercheurs et étudiants issus essentiellement de l'université de Kinshasa, de l'université protestante du Congo et de l'université catholique du Congo.

## Présentation
Fondé en 2012 au sein de l'université protestante au Congo, sous l'initiative de Jean-Paul K. Tsasa ,, le LAREQ s'est proposé d'imposer la vision d'excellence dans les facultés d'économie des universités congolaises (Kinshasa).
Dans le cadre de ses activités, le Laréq, d'une part, produit essentiellement des papiers, dénommés « One pager », qui sont en réalité des résumés analytiques et d'autre part, fait partie du réseau congolais de recherche en économie quantitative. Fin 2013, le Laréq crée la revue Makroeconomica Review qui est consacrée à la publication d'articles développant une classe de modèles d'équilibre général dynamiques stochastiques (DSGE) adaptés aux pays en développement, notamment les économies africaines.

## Composition
Le LAREQ est dirigé par une équipe composée de huit chercheurs permanents (conclave du Laréq) : Michel-Ange Lokota Ilondo (coordonnateur), Cédrick Tombola Muke (coordonnateur adjoint), Dandy Matata Amsini (chargé de planification), Israël Makambo Monga (chargé de mission), Foura mayemba Sasi (chargé de finances), Yves Togba Boboy (chargé d'études), Marina Mavungu Ngoma (chargée d'études adjointe) et Jean-Paul Kimbambu, Tsasa Vangu (chercheur).
En plus des chercheurs permanents, le LAREQ encadre également une dizaine d'étudiants qui proviennent essentiellement de l'université de Kinshasa, de l'université protestante au Congo ou de l'université catholique du Congo.

## Distinctions
Le LAREQ décerne la Médaille LAREQ d'excellence (MLE). Elle est attribuée annuellement depuis 2014,.